# 吉田善行
吉田 善行（よしだ よしゆき、1974年5月10日 - ）は、日本の男性総合格闘家。千葉県柏市出身。RIGHT THING ACADEMY主宰。元CAGE FORCEウェルター級王者。

## 来歴
実家の柔道場で4歳から柔道を始める。講道学舎・世田谷学園高校の柔道部に所属し、瀧本誠、小斎武志、大山峻護らと同期であった。
アマチュア修斗で活躍し、2005年2月6日、修斗ミドル級（-76kg）新人王決定トーナメントの準決勝でプロデビュー。山崎昭博に判定勝ち。
2005年12月17日、修斗ミドル級新人王トーナメントの決勝で中村K太郎と対戦。2R途中、偶然のバッティングで右まぶたをカットし、レフェリーストップ。0-2の負傷判定負けとなり、準優勝となった。
2006年9月9日、ケージマッチ初出場となったD.O.G IVでホセイン・オジャギと対戦。腕ひしぎ十字固めで一本勝ち。
2007年3月17日、CAGE FORCE 02で行われたウェルター級王座決定トーナメント1回戦で井上克也と対戦。クリンチからの右アッパー連打でKO勝ち。
2007年5月27日、CAGE FORCE EX -eastern bound-で行われたウェルター級王座決定トーナメント準々決勝でマット・ケインと対戦。パウンドでTKO勝ち。
2007年9月8日、CAGE FORCE 04で行われたウェルター級王座決定トーナメント準決勝で菊地昭と対戦。グラウンドでの肘打ち連打によりTKO勝ち。
2007年12月1日、CAGE FORCE 05で行われたウェルター級王座決定トーナメント決勝でダン・ハーディーと対戦。金的攻撃を受け試合続行不可能となり、反則勝ちを収め王座獲得に成功した。
2008年1月16日、UFC参戦のためズッファと4試合の契約を締結したことを明かし、会見の場でCAGE FORCEウェルター級王座を返上した。

### UFC
2008年5月24日、UFCデビュー戦となったUFC 84でジョン・コッペンヘイヴァーと対戦し、1ラウンド開始56秒でスピニングチョークによる一本勝ちを収めた。
2008年9月6日、UFC 88でカロ・パリジャンと対戦予定であったが、パリジャンの背中負傷による欠場で試合が大会前日に消滅した。
2008年12月10日、UFC 2戦目となるUFC: Fight for the Troopsのメインイベントでジョシュ・コスチェックと対戦し、右フックで1RKO負けを喫した。
2009年5月23日、UFC 98でブランドン・ウルフと対戦し、フロントチョークで一本勝ち。岡見勇信に続き、2006年以降のUFCで複数勝利を挙げた二人目の日本人となった。
2009年9月26日、アブダビコンバット2009・77kg未満級に主催者推薦として出場。1回戦でレオナルド・サントスと対戦し、ポイント負け。
2009年10月24日、UFC 104でアンソニー・ジョンソンと対戦し、開始41秒パンチラッシュでTKO負け。この試合は当初ウェルター級契約であったが、ジョンソンが6ポンドの体重超過となり、吉田の合意により176ポンドのキャッチウェイトバウトとなった。
2010年5月8日、UFC 113でマイク・ガイモンと対戦し、0-3の判定負けを喫した。
2010年9月30日、Bellator初出場となったBellator 31でクリス・ロザーノと対戦し、2R終了時点でTKO負けとなった。
2011年9月3日、ONE FCの旗揚げ興行であるONE FC: Champion vs. Championでフィル・バローニと対戦し、3R判定勝ちを収めた。
2012年4月28日、アメリカ合衆国ミネソタ州で開催されたCFX 33でジェレミー・ハミルトンにチョークスリーパーで一本勝ち。

### DEEP
2013年11月24日、DEEPに初出場となったDEEP CAGE IMPACT 2013でパーキーと対戦し、チョークスリーパーで2R一本勝ち。
2014年12月31日、DEEP DREAM IMPACT 2014 〜大晦日SPECIAL〜のDEEPライト級タイトルマッチで王者の北岡悟に挑戦し、0-5の判定負けを喫し王座獲得に失敗した。
2015年4月29日、DEEP OSAKA IMPACT 2015で下石康太と対戦し、3R判定負け
2015年10月17日、DEEP 73 IMPACTで江藤公洋と対戦し、パウンドで3RKO勝利を収めた。

## 戦績

### 総合格闘技
| 総合格闘技 戦績 | 総合格闘技 戦績 | 総合格闘技 戦績 | 総合格闘技 戦績 | 総合格闘技 戦績 | 総合格闘技 戦績 | 総合格闘技 戦績 |
| --------------- | --------------- | --------------- | --------------- | --------------- | --------------- | --------------- |
| 27 試合         | (T)KO           | 一本            | 判定            | その他          | 引き分け        | 無効試合        |
| 18 勝           | 8               | 6               | 3               | 1               | 0               | 0               |
| 9 敗            | 3               | 0               | 6               | 0               | 0               | 0               |

| 勝敗 | 対戦相手                     | 試合結果                            | 大会名                                                                                | 開催年月日     |
| ×    | 片平なぎさ吉幸               | 5分3R終了 判定1-2                   | DEEP CAGE IMPACT DEEP VS WSOF-GC                                                      | 2016年12月17日 |
| ○    | 江藤公洋                     | 3R 2:19 TKO（パウンド）             | DEEP 73 IMPACT                                                                        | 2015年10月17日 |
| ×    | 下石康太                     | 5分3R終了 判定0-3                   | DEEP OSAKA IMPACT 2015                                                                | 2015年4月29日  |
| ×    | 北岡悟                       | 5分3R終了 判定0-5                   | DEEP DREAM IMPACT 2014 〜大晦日SPECIAL〜 【DEEPライト級タイトルマッチ】               | 2014年12月31日 |
| ○    | 岩瀬茂俊                     | 5分3R終了 判定3-0                   | DEEP 65 IMPACT                                                                        | 2014年3月22日  |
| ○    | パーキー                     | 2R 4:46 チョークスリーパー          | DEEP CAGE IMPACT 2013 in TDC HALL                                                     | 2013年11月24日 |
| ○    | ニコ・プハッカ               | 3R ギロチンチョーク                 | Fight Festival 32                                                                     | 2012年10月13日 |
| ○    | ジェレミー・ハミルトン       | 2R 3:37 チョークスリーパー          | CFX 33: Minnesota vs. Japan                                                           | 2012年4月28日  |
| ○    | フィル・バローニ             | 5分3R終了 判定3-0                   | ONE FC 1: Champion vs. Champion                                                       | 2011年9月3日   |
| ○    | フェリッド・ケダー           | 1R 3:44 TKO（パンチ連打）           | Fighting Marcou Arena 2                                                               | 2011年7月17日  |
| ×    | クリス・ロザーノ             | 2R終了時 TKO（コーナーストップ）    | Bellator 31                                                                           | 2010年9月30日  |
| ×    | マイク・ガイモン             | 5分3R終了 判定0-3                   | UFC 113: Machida vs. Shogun 2                                                         | 2010年5月8日   |
| ×    | アンソニー・ジョンソン       | 1R 0:41 TKO（スタンドパンチ連打）   | UFC 104: Machida vs. Shogun                                                           | 2009年10月24日 |
| ○    | ブランドン・ウルフ           | 1R 2:24 フロントチョーク            | UFC 98: Evans vs. Machida                                                             | 2009年5月23日  |
| ×    | ジョシュ・コスチェック       | 1R 2:15 KO（右フック）              | UFC: Fight for the Troops                                                             | 2008年12月10日 |
| ○    | ジョン・コッペンヘイヴァー   | 1R 0:56 スピニングチョーク          | UFC 84: Ill Will                                                                      | 2008年5月24日  |
| ○    | ダン・ハーディー             | 2R 0:04 反則（ローブロー）          | CAGE FORCE 05 【ウェルター級王座決定トーナメント 決勝】                               | 2007年12月1日  |
| ○    | 菊地昭                       | 1R 4:33 TKO（グラウンドの肘打ち）   | CAGE FORCE 04 【ウェルター級王座決定トーナメント 準決勝】                             | 2007年9月8日   |
| ○    | マット・ケイン               | 1R 2:59 TKO（パウンド）             | CAGE FORCE EX -eastern bound- 【ウェルター級王座決定トーナメント 準々決勝】           | 2007年5月27日  |
| ○    | 井上克也                     | 1R 1:45 KO（スタンドパンチ連打）    | CAGE FORCE 02 【ウェルター級王座決定トーナメント 1回戦】                              | 2007年3月17日  |
| ○    | 橋本朝人                     | 1R 0:35 TKO（右肘の負傷）           | CAGE FORCE 01                                                                         | 2006年11月25日 |
| ○    | ホセイン・オジャギ           | 2R 3:36 腕ひしぎ十字固め            | D.O.G VII                                                                             | 2006年9月9日   |
| ○    | サッポ                       | 1R終了時 TKO（タオル投入）          | 心 〜Kill or be Killed〜                                                              | 2006年8月15日  |
| ○    | ミンダウガス・スミルノヴァス | 1R 4:00 TKO（バックマウントパンチ） | 修斗                                                                                  | 2006年3月24日  |
| ×    | 中村K太郎                    | 2R 4:06 負傷判定0-2                 | 修斗 【新人王決定トーナメント ミドル級 決勝】                                         | 2005年12月17日 |
| ×    | 新美吉太郎                   | 5分2R終了 判定0-2                   | 修斗 下北沢修斗劇場 第12弾 〜Shooter's Summer〜                                       | 2005年7月14日  |
| ○    | 山崎昭博                     | 5分2R終了 判定3-0                   | 修斗 下北沢修斗劇場 第10弾 〜本物は誰だ!〜 【新人王決定トーナメント ミドル級 準決勝】 | 2005年2月6日   |

### グラップリング
| 勝敗 | 対戦相手             | 試合結果 | 大会名                         | 開催年月日    |
| ×    | レオナルド・サントス | ポイント | ADCC 2009 【77kg未満級 1回戦】 | 2009年9月26日 |

## 獲得タイトル
- 第4回東日本アマチュア修斗選手権 ミドル級 優勝（2004年）
- 初代CAGE FORCEウェルター級王座（2007年）